# UCI Europa Tour 2022
L'UCI Europa Tour 2022 és la divuitena edició de l'UCI Europa Tour, un dels cinc circuits continentals de ciclisme de la Unió Ciclista Internacional. Està format per unes 230 proves, organitzades del 23 de gener al 24 d'octubre de 2022 a Europa.

## Evolució del calendari

### Gener
| Data | Cursa                          | País    | Cat. | Vencedor           | Equip                              | Ref.  |
| ---- | ------------------------------ | ------- | ---- | ------------------ | ---------------------------------- | ----- |
| 23   | Gran Premi València            | Espanya | 1.2  | Giovanni Lonardi   | Eolo-Kometa                        | [ 2 ] |
| 26   | Trofeu Calvià                  | Espanya | 1.1  | Brandon McNulty    | UAE Team Emirates                  | [ 3 ] |
| 27   | Trofeu Alcúdia-Port d'Alcúdia  | Espanya | 1.1  | Biniam Girmay      | Intermarché-Wanty-Gobert Matériaux | [ 4 ] |
| 28   | Trofeu Serra de Tramuntana     | Espanya | 1.1  | Tim Wellens        | Lotto-Soudal                       | [ 5 ] |
| 29   | Trofeu Pollença-Port d'Andratx | Espanya | 1.1  | Alejandro Valverde | Movistar                           | [ 6 ] |
| 30   | Trofeu Platja de Palma-Palma   | Espanya | 1.1  | Arnaud De Lie      | Lotto-Soudal                       | [ 7 ] |
| 30   | Gran Premi La Marseillaise     | França  | 1.1  | Amaury Capiot      | Arkéa-Samsic                       | [ 8 ] |
| 30   | Gran Premi Megasaray           | Turquia | 1.2  | Tord Gudmestad     | Uno-X Pro                          | [ 9 ] |

### Febrer
| Data  | Cursa                             | País    | Cat. | Vencedor               | Equip                | Ref.   |
| ----- | --------------------------------- | ------- | ---- | ---------------------- | -------------------- | ------ |
| 2-6   | Étoile de Bessèges-Tour du Gard   | França  | 2.1  | Benjamin Thomas        | Cofidis              | [ 10 ] |
| 5     | Gran Premi Alanya                 | Turquia | 1.2  | Alessio Martinelli     | Bardiani CSF Faizanè | [ 11 ] |
| 10-13 | Tour d'Antalya                    | Turquia | 2.1  | Jacob Hindsgaul Madsen | Uno-X Pro            | [ 12 ] |
| 12    | Volta a Múrcia                    | Espanya | 1.1  | Alessandro Covi        | UAE Team Emirates    | [ 13 ] |
| 14    | Jaén Paraiso Interior             | Espanya | 1.1  | Alexey Lutsenko        | Astana Qazaqstan     | [ 14 ] |
| 18-20 | Tour dels Alps Marítims i del Var | França  | 2.1  | Nairo Quintana         | Arkéa-Samsic         | [ 15 ] |
| 19    | Gran Premi Velo Alanya            | Turquia | 1.2  | Igor Chzhan            | Almaty Cycling Team  | [ 16 ] |
| 20    | Gran Premi Justiniano Race        | Turquia | 1.2  | Yauheni Karaliok       | Minsk CC             | [ 17 ] |
| 24-27 | O Gran Camiño                     | Espanya | 2.1  | Alejandro Valverde     | Movistar Team        | [ 18 ] |

### Març
| Data  | Cursa                                          | País          | Cat. | Vencedor                | Equip                              | Ref.   |
| ----- | ---------------------------------------------- | ------------- | ---- | ----------------------- | ---------------------------------- | ------ |
| 1     | Le Samyn                                       | Bèlgica       | 1.1  | Matteo Trentin          | UAE Team Emirates                  | [ 19 ] |
| 2     | Trofej Umag-Umag Trophy                        | Croàcia       | 1.2  | Daniel Auer             | WSA KTM Graz p/b Leomo             | [ 20 ] |
| 5     | Gran Premi Gazipasa                            | Turquia       | 1.2  | Onur Balkan             | Sakarya BB Team                    | [ 21 ] |
| 6     | Gran Premi de Lillers-Souvenir Bruno Comini    | França        | 1.2  | Milan Menten            | Bingoal Pauwels Sauces WB          | [ 22 ] |
| 6     | Gran Premi Mediterrennean                      | Turquia       | 1.2  | Anatoliy Budyak         | Terengganu Polygon                 | [ 23 ] |
| 6     | Bloeizone Elfsteden Fryslan                    | Països Baixos | 1.2  | Elmar Reinders          | Riwal                              | [ 24 ] |
| 6     | Gran Premi Jean-Pierre Monseré                 | Bèlgica       | 1.1  | Arnaud De Lie           | Lotto-Soudal                       | [ 25 ] |
| 6     | Poreč Trophy                                   | Croàcia       | 1.2  | Dušan Rajović           | Team Corratec                      | [ 26 ] |
| 10-13 | Istrian Spring Trophy                          | Croàcia       | 2.2  | Matthew Riccitello      | Hagens Berman-Axeon                | [ 27 ] |
| 12-13 | South Aegean Tour                              | Grècia        | 2.2  | Matteo Dal-Cin          | Toronto Hustle                     | [ 28 ] |
| 13    | Tour de Drenthe                                | Països Baixos | 1.1  | Dries Van Gestel        | Team TotalEnergies                 | [ 29 ] |
| 13    | Dorpenomloop Rucphen                           | Països Baixos | 1.2  | Maikel Zijlaard         | VolkerWessels                      | [ 30 ] |
| 13    | Clàssica da Arrábida-Cyclin'Portugal           | Portugal      | 1.2  | Orluis Aular            | Caja Rural-Seguros RGA             | [ 31 ] |
| 16-20 | Volta a l'Alentejo                             | Portugal      | 2.2  | Orluis Aular            | Caja Rural-Seguros RGA             | [ 32 ] |
| 16-20 | Olympia's Tour                                 | Països Baixos | 2.2  | Maikel Zijlaard         | VolkerWessels                      | [ 33 ] |
| 18    | Youngster Coast Challenge                      | Bèlgica       | 1.2U | Jensen Plowright        | Groupama-FDJ Continental           | [ 34 ] |
| 19    | Gran Premi Manavgat Side                       | Turquia       | 1.2  | Mamyr Stash             | Vozrozhdenie                       | [ 35 ] |
| 19    | Clàssica Loira Atlàntic                        | França        | 1.1  | Anthony Perez           | Cofidis                            | [ 36 ] |
| 20    | Gran Premi Cholet-País del Loira               | França        | 1.1  | Marc Sarreau            | AG2R Citroën                       | [ 37 ] |
| 20    | Gran Premi de Rodes                            | Grècia        | 1.2  | André Drege             | Coop                               | [ 38 ] |
| 20    | Per sempre Alfredo                             | Itàlia        | 1.1  | Marc Hirschi            | UAE Team Emirates                  | [ 39 ] |
| 20    | La Popolarissima                               | Itàlia        | 1.2  | Nicolás Gómez Jaramillo | Team Colpack-Ballan                | [ 40 ] |
| 20    | Gran Premi Gündoğmuş                           | Turquia       | 1.2  | Anatoliy Budyak         | Terengganu Polygon                 | [ 41 ] |
| 20    | Gran Premi Slovenian Istria                    | Eslovènia     | 1.2  | Daniel Auer             | WSA KTM Graz p/b Leomo             | [ 42 ] |
| 20    | Gran Premi Criquielion                         | Bèlgica       | 1.2  | Pier-André Côté         | Human Powered Health               | [ 43 ] |
| 21-27 | Tour de Normandia                              | França        | 2.2  | Mathis Le Berre         | Côtes d'Armor Cyclisme Marie Morin | [ 44 ] |
| 22-26 | Setmana Internacional de Coppi i Bartali       | Itàlia        | 2.1  | Eddie Dunbar            | Ineos Grenadiers                   | [ 45 ] |
| 24    | Gran Premi Vipava Valley & Crossborder Goriška | Eslovènia     | 1.2  | Fran Miholjević         | Team Friuli ASD                    | [ 46 ] |
| 24-27 | Volta a Rodes                                  | Grècia        | 2.2  | Louis Bendixen          | Team Coop                          | [ 47 ] |
| 27    | Gran Premi Adria Mobil                         | Eslovènia     | 1.2  | Maciej Paterski         | Voster ATS                         | [ 48 ] |
| 27    | Roue tourangelle                               | França        | 1.1  | Nacer Bouhanni          | Arkéa-Samsic                       | [ 49 ] |
| 27    | Trofeu Ciutat de San Vendemiano                | Itàlia        | 1.2U | Federico Guzzo          | Zalf Euromobil Fior                | [ 50 ] |

### Abril
| Data  | Cursa                                                | País                 | Cat. | Vencedor            | Equip                       | Ref.   |
| ----- | ---------------------------------------------------- | -------------------- | ---- | ------------------- | --------------------------- | ------ |
| 1     | Ruta Adélie de Vitré                                 | França               | 1.1  | Axel Zingle         | Cofidis                     | [ 51 ] |
| 1-3   | Triptyque des Monts et Châteaux                      | Bèlgica              | 2.2U | Enzo Paleni         | Groupama-FDJ Continental    | [ 52 ] |
| 2     | Volta Limburg Classic                                | Països Baixos        | 1.1  | Arnaud De Lie       | Lotto-Soudal                | [ 53 ] |
| 3     | Trofeu Piva                                          | Itàlia               | 1.2U | Martin Marcellusi   | Bardiani CSF Faizanè        | [ 54 ] |
| 5-8   | Circuit de la Sarthe                                 | França               | 2.1  | Olav Kooij          | Team Jumbo-Visma            | [ 55 ] |
| 7-10  | Circuit de les Ardenes                               | França               | 2.2  | Lucas Eriksson      | Riwal                       | [ 56 ] |
| 12    | París-Camembert                                      | França               | 1.1  | Anthony Delaplace   | Arkéa-Samsic                | [ 57 ] |
| 12-15 | Giro de Sicília                                      | Itàlia               | 2.1  | Damiano Caruso      | Itàlia (Bahrain Victorious) | [ 58 ] |
| 13-17 | Tour de Loir-et-Cher                                 | França               | 2.2  | Michael Kukrle      | Elkov-Kasper                | [ 59 ] |
| 14–17 | Belgrad-Banja Luka                                   | Bòsnia i Hercegovina | 2.1  | Jakub Kaczmarek     | HRE Mazowsze Serce Polski   | [ 60 ] |
| 15    | Classic Grand Besançon Doubs                         | França               | 1.1  | Jesús Herrada       | Cofidis                     | [ 61 ] |
| 16    | Tour de Jura                                         | França               | 1.1  | Ben O'Connor        | AG2R Citroën                | [ 62 ] |
| 16    | Arno Wallaard Memorial                               | Països Baixos        | 1.2  | Elmar Reinders      | Riwal                       | [ 63 ] |
| 16    | Lieja-Bastogne-Lieja sub-23                          | Bèlgica              | 1.2U | Romain Grégoire     | Groupama-FDJ Continental    | [ 64 ] |
| 18    | Giro del Belvedere                                   | Itàlia               | 1.2U | Romain Grégoire     | Groupama-FDJ Continental    | [ 65 ] |
| 19    | G.P. Palio del Recioto-Trofeo C&F Resinatura Blocchi | Itàlia               | 1.2U | Romain Grégoire     | Groupama-FDJ Continental    | [ 66 ] |
| 24    | Rutland-Melton Cicle Classic                         | Regne Unit           | 1.2  | Finn Crockett       | Ribble Weldtite Pro Cycling | [ 67 ] |
| 25    | Gran Premi della Liberazione                         | Itàlia               | 1.2U | Henri Uhlig         | Alemanya                    | [ 68 ] |
| 25-1  | Tour de Bretanya                                     | França               | 2.2  | Johan Le Bon        | Dinan Sport Cycling         | [ 69 ] |
| 27-30 | Volta a Grècia                                       | Grècia               | 2.1  | Aaron Gate          | Bolton Equities Black Spoke | [ 70 ] |
| 29    | Gran Premi Nasielsk-Serock                           | Polònia              | 1.2  | Marceli Bogusławski | HRE Mazowsze Serce Polski   | [ 71 ] |
| 29-1  | Volta a Astúries                                     | Espanya              | 2.1  | Iván Sosa           | Movistar Team               | [ 72 ] |
| 29-3  | Carpathia Couriers Path                              | Polònia              | 2.2U | Fran Miholjević     | Team Friuli ASD             | [ 73 ] |
| 30    | PWZ Zuidenveld Tour                                  | Països Baixos        | 1.2  | Coen Vermeltfoort   | VolkerWessels               | [ 74 ] |
| 30    | Gran Premi Wyszków                                   | Polònia              | 1.2  | Itamar Einhorn      | Israel                      | [ 75 ] |

### Maig
| Data  | Cursa                                 | País          | Cat. | Vencedor               | Equip                              | Ref.   |
| ----- | ------------------------------------- | ------------- | ---- | ---------------------- | ---------------------------------- | ------ |
| 1     | Circuit del Porto-Trofeo Arvedi       | Itàlia        | 1.2  | Davide Persico         | Team Colpack-Ballan                | [ 76 ] |
| 7     | Sundvolden GP                         | Noruega       | 1.2  | Martin Tjøtta          | Ringerike SK                       | [ 77 ] |
| 7     | Tour d'Overijssel                     | Països Baixos | 1.2  | Coen Vermeltfoort      | VolkerWessels                      | [ 78 ] |
| 8     | Fletxa ardenesa                       | Bèlgica       | 1.2  | Romain Grégoire        | Continentale Groupama-FDJ          | [ 79 ] |
| 8     | Ringerike GP                          | Noruega       | 1.2  | Sakarias Koller Løland | Uno-X Dare Development Team        | [ 80 ] |
| 8     | Gran Premi de la Indústria del marbre | Itàlia        | 1.2U | Alessio Martinelli     | Bardiani CSF Faizanè               | [ 81 ] |
| 11-15 | Volta a Hongria                       | Hongria       | 2.1  | Eddie Dunbar           | Ineos Grenadiers                   | [ 82 ] |
| 21    | Gran Premi Herning                    | Dinamarca     | 1.2  | Andreas Stokbro        | Dinamarca                          | [ 83 ] |
| 21    | Veenendaal-Veenendaal Classic         | Països Baixos | 1.1  | Dylan Groenewegen      | Team BikeExchange-Jayco            | [ 84 ] |
| 21    | Tour de Finisterre                    | França        | 1.1  | Julien Simon           | TotalEnergies                      | [ 85 ] |
| 22    | Volta a Colònia                       | Alemanya      | 1.1  | Nils Politt            | Bora-Hansgrohe                     | [ 86 ] |
| 22    | Fyen Rundt                            | Dinamarca     | 1.2  | Mads Pedersen          | Dinamarca                          | [ 87 ] |
| 22    | Boucles de l'Aulne-Châteaulin         | França        | 1.1  | Idar Andersen          | Uno-X Pro                          | [ 88 ] |
| 22    | Antwerp Port Epic                     | Bèlgica       | 1.1  | Florian Vermeersch     | Lotto-Soudal                       | [ 89 ] |
| 22    | GP Gorenjska                          | Eslovènia     | 1.2  | Patryk Stosz           | Voster ATS Team                    | [ 90 ] |
| 25-29 | Fletxa del Sud                        | Luxemburg     | 2.2  | Thibau Nys             | Baloise-Trek Lions                 | [ 91 ] |
| 25-29 | Alps Isera Tour                       | França        | 2.2  | Yannis Voisard         | Tudor                              | [ 92 ] |
| 26    | Circuit de Valònia                    | Bèlgica       | 1.1  | Andrea Pasqualon       | Intermarché-Wanty-Gobert Matériaux | [ 93 ] |
| 26-28 | Volta a Estònia                       | Estònia       | 2.1  | Evaldas Šiškevičius    | Go Sport-Roubaix Lille Métropole   | [ 94 ] |
| 26-29 | Tour de la Mirabelle                  | França        | 2.2  | Robert Scott           | WiV SunGod                         | [ 95 ] |
| 29    | Copa de la Pau                        | Itàlia        | 1.2U | Federico Guzzo         | Zalf Euromobil Fior                | [ 96 ] |
| 29    | Gran Premi Marcel Kint                | Bèlgica       | 1.1  | Arnaud De Lie          | Lotto-Soudal                       | [ 97 ] |
| 31    | Mercan'Tour Classic Alpes-Maritimes   | França        | 1.1  | Jakob Fuglsang         | Israel-Premier Tech                | [ 98 ] |
| 31-4  | Volta a Albània                       | Albània       | 2.2  | Ylber Sefa             | Albània                            |        |

### Juny
| Data  | Cursa                                                                            | País          | Cat. | Vencedor             | Equip                               | Ref.   |
| ----- | -------------------------------------------------------------------------------- | ------------- | ---- | -------------------- | ----------------------------------- | ------ |
| 2     | Trofeu Alcide Degasperi                                                          | Itàlia        | 1.2  | Pierre-Pascal Keup   | Lotto-Kern-Haus                     |        |
| 2     | Giro dels Apenins                                                                | Itàlia        | 1.1  | Louis Meintjes       | Intermarché-Wanty-Gobert Matériaux  | [ 99 ] |
| 2-5   | Ronda de l'Oise                                                                  | França        | 2.2  | James Fouché         | Black Spoke Pro Cycling             |        |
| 3-5   | Małopolski Wyścig Górski                                                         | Polònia       | 2.2  | Jonas Rapp           | Hrinkow Advarics Cycleang           |        |
| 4     | Fletxa de Heist                                                                  | Bèlgica       | 1.1  | Arnaud De Lie        | Lotto-Soudal                        |        |
| 4-8   | Adriatica Ionica Race                                                            | Itàlia        | 2.1  | Filippo Zana         | Bardiani CSF Faizanè                |        |
| 5     | Memorial Philippe Van Coningsloo                                                 | Bèlgica       | 1.2  | Cameron Scott        | Pro Racing Sunshine Coast           |        |
| 6     | París-Troyes                                                                     | França        | 1.2  | Rob Scott            | Canyon DHB-Soreen                   |        |
| 6     | Tour de Limburg                                                                  | Bèlgica       | 1.1  | Arnaud De Lie        | Lotto-Soudal                        |        |
| 8     | Copa Zappi-Trofeu Hotel Antico Borgo                                             | Itàlia        | 1.2U | Vincent Van Hemelen  | Lotto-Soudal U23                    |        |
| 8-12  | Cinc anells de Moscou                                                            | Rússia        | 2.2  | Andrei Stepanov      | Tyumen Region                       |        |
| 9-12  | Volta a l'Alta Àustria                                                           | Àustria       | 2.2  | Rainer Kepplinger    | Hrinkow Advarics Cycleang           |        |
| 10    | Gran Premi del cantó d'Argòvia                                                   | Suïssa        | 1.1  | Marc Hirschi         | UAE Team Emirates                   |        |
| 10-12 | Tour d'Eure i Loir                                                               | França        | 2.2  | Samuel Leroux        | Go Sport-Roubaix Lille Métropole    |        |
| 12    | Elfstedenronde                                                                   | Bèlgica       | 1.1  | Fabio Jakobsen       | Quick-Step Alpha Vinyl              |        |
| 14    | Mont Ventoux Dénivelé Challenge                                                  | França        | 1.1  | Ruben Guerreiro      | EF Education-EasyPost               |        |
| 9-18  | Giro Ciclistico d'Itàlia                                                         | Itàlia        | 2.2U | Leo Hayter           | Hagens Berman-Axeon                 |        |
| 16-19 | Ruta d'Occitània                                                                 | França        | 2.1  | Michael Woods        | Israel-Premier Tech                 |        |
| 17-19 | Tour del País de Montbéliard                                                     | França        | 2.2U | Michael Kukrle       | Elkov-Kasper                        |        |
| 19    | Midden-Brabant Poort Omloop                                                      | Països Baixos | 1.2  | Mārtiņš Pluto        | À Block CT                          |        |
| 29-2  | Cursa de Solidarność i els Atletes Olímpics                                      | Polònia       | 2.2  | Timo Kielich         | Alpecin-Deceuninck Development Team |        |
| 30-3  | Gran Premi Internacional de ciclisme de Torres Vedras - Trofeu Joaquim Agostinho | Portugal      | 2.2  | Frederico Figueiredo | Glassdrive-Q8-Anicolor              |        |

### Juliol
| Data  | Cursa                                     | País      | Cat. | Vencedor             | Equip                       | Ref. |
| ----- | ----------------------------------------- | --------- | ---- | -------------------- | --------------------------- | ---- |
| 2-6   | Sibiu Cycling Tour                        | Romania   | 2.1  | Giovanni Aleotti     | Bora-Hansgrohe              |      |
| 3     | Giro del Medio Brenta                     | Itàlia    | 1.2  | Thomas Pesenti       | Beltrami TSA Tre Colli      |      |
| 5     | Trofeu de la vila de Brèscia              | Itàlia    | 1.2  | Riccardo Verza       | Zalf Euromobil Fior         |      |
| 9     | Visegrad 4 Bicycle Race-GP Czech Republic | Txèquia   | 1.2  | Adam Ťoupalík        | Elkov-Kasper                |      |
| 10    | Districtenpijl-Ekeren-Deurne              | Bèlgica   | 1.2  | Coen Vermeltfoort    | VolkerWessels               |      |
| 10    | Visegrad 4 Bicycle Race-GP Poland         | Polònia   | 1.2  | Marceli Bogusławski  | HRE Mazowsze Serce Polski   |      |
| 10    | Gran Premi de la vila de Nogent-sur-Oise  | França    | 1.2  | Alexandar Richardson | Saint-Piran                 |      |
| 13-17 | Giro de la Vall d'Aosta                   | Itàlia    | 2.2U | Lenny Martinez       | Continentale Groupama-FDJ   |      |
| 16-17 | Gran Premi ciclista de Gemenc             | Hongria   | 2.2  | Luke Mudgway         | Bolton Equities Black Spoke |      |
| 23    | Gran Premi Erciyes                        | Turquia   | 1.2  | Jeroen Meijers       | Terengganu Polygon          |      |
| 23    | Visegrad 4 Kerekparverseny                | Hongria   | 1.2  | Adam Ťoupalík        | Elkov-Kasper                |      |
| 24    | GP Kranj                                  | Eslovènia | 1.2  | Andrea Peron         | Team Novo Nordisk           |      |
| 24    | Visegrad 4 Bicycle Race-GP Slovakia       | Eslovènia | 1.2  | Thomas Pesenti       | Beltrami TSA Tre Colli      |      |
| 24    | Gran Premi de la vila de Pérenchies       | França    | 1.2  | Laurence Pithie      | Continentale Groupama-FDJ   |      |
| 24    | Gran Premi Kayseri                        | Turquia   | 1.2  | Anatoliy Budyak      | Terengganu Polygon          |      |
| 25    | Clàssica d'Ordizia                        | Espanya   | 1.1  | Simon Yates          | Team BikeExchange Jayco     |      |
| 26    | Memorial Andrzej Trochanowski             | Polònia   | 1.2  | Tobias Nolde         | P&S Benotti                 |      |
| 27-30 | Dookoła Mazowsza                          | Polònia   | 2.2  | Marceli Bogusławski  | HRE Mazowsze Serce Polski   |      |
| 27-28 | Volta a Castella i Lleó                   | Espanya   | 2.1  | Simon Yates          | Team BikeExchange Jayco     |      |
| 27-31 | Tour d'Alsàcia                            | França    | 2.2  | Finlay Pickering     | Continentale Groupama-FDJ   |      |
| 29-1  | Kreiz Breizh Elites                       | França    | 2.2  | Lucas Eriksson       | Riwal Cycling Team          |      |
| 31    | Puchar Ministra Obrony Narodowej          | Polònia   | 1.2  | Jasper Rasch         | À Block CT                  |      |
| 31    | Circuit de Getxo-Memorial Hermanos Otxoa  | Espanya   | 1.1  | Juan Ayuso           | UAE Team Emirates           |      |
| 31    | Gran Premi Yahyalı                        | Turquia   | 1.2  | Oleksandr Prevar     | Spor Toto Cycling Team      |      |

### Agost
| Data  | Cursa                                     | País          | Cat.   | Vencedor              | Equip                              | Ref. |
| ----- | ----------------------------------------- | ------------- | ------ | --------------------- | ---------------------------------- | ---- |
| 4-7   | Sazka Tour                                | Txèquia       | 2.1    | Lorenzo Rota          | Intermarché-Wanty-Gobert Matériaux |      |
| 4-15  | Volta a Portugal                          | Portugal      | 2.1    | Mauricio Moreira      | Glassdrive-Q8-Anicolor             |      |
| 5-14  | Tour de Guadalupe                         | França        | 2.2    | Stefan Bennett        | EuroCyclingTrips Pro Cycling       |      |
| 6     | La Maurienne Classic                      | França        | 1.2    | Matthew Dinham        | Team BridgeLane                    |      |
| 6     | Scandinavian Race Uppsala                 | Suècia        | 1.2    | Rasmus Bøgh Wallin    | Restaurant Suri-Carl Ras           |      |
| 7     | Gran Premi Jef Scherens                   | Bèlgica       | 1.1    | Victor Campenaerts    | Lotto-Soudal                       |      |
| 9-11  | Tour de l'Ain                             | França        | 2.1    | Guillaume Martin      | Cofidis                            |      |
| 10-13 | Tour de Szeklerland                       | Romania       | 2.2    | Szymon Rekita         | Voster ATS                         |      |
| 13    | Memorial Henryk Łasak                     | Polònia       | 1.2    | Tomasz Budziński      | HRE Mazowsze Serce Polski          |      |
| 14    | Polynormande                              | França        | 1.1    | Franck Bonnamour      | B&B Hotels-KTM                     |      |
| 14    | Gran Premi de Poggiana                    | Itàlia        | 1.2U   | Nicolò Buratti        | Cycling Team Friuli ASD            |      |
| 14    | Memoriał Jana Magiery                     | Polònia       | 1.2    | Michael Boroš         | Elkov-Kasper                       |      |
| 16    | Gran Premi Capodarco                      | Itàlia        | 1.2U   | Nicolò Buratti        | Cycling Team Friuli ASD            |      |
| 16-19 | Tour del Llemosí-Nova-Aquitània           | França        | 2.1    | Alex Aranburu         | Movistar Team                      |      |
| 18    | Gran Premi Tomarza                        | Turquia       | 1.2    | Yacine Hamza          | Algèria                            |      |
| 18-28 | Tour de l'Avenir                          | França        | 2.Ncup | Cian Uijtdebroeks     | Bèlgica sub-23                     |      |
| 18-21 | Baltic Chain Tour                         | Estònia       | 2.2    | Rait Ärm              | Estònia                            |      |
| 19    | Gran Premi Kapuzbaşı                      | Turquia       | 1.2    | Mykhaylo Kononenko    | Salcano Sakarya BB Team            |      |
| 20    | Gran Premi Develi                         | Turquia       | 1.2    | Jambaljamts Sainbayar | Terengganu Polygon                 |      |
| 21    | Copa Sels                                 | Bèlgica       | 1.1    | Arnaud De Lie         | Lotto-Soudal                       |      |
| 21    | Gran Premi Capadòcia                      | Turquia       | 1.2    | Anton Kuzmin          | Almaty                             |      |
| 23    | Egmont Cycling Race                       | Bèlgica       | 1.1    | Arnaud De Lie         | Lotto-Soudal                       |      |
| 23-26 | Tour de Poitou-Charentes a Nova-Aquitània | França        | 2.1    | Stefan Küng           | Groupama-FDJ                       |      |
| 24    | Druivenkoers Overijse                     | Bèlgica       | 1.1    | Matis Louvel          | Arkéa-Samsic                       |      |
| 25-28 | Tour de Sakarya                           | Turquia       | 2.2    | Mykhaylo Kononenko    | Salcano Sakarya BB Team            |      |
| 27-1  | Volta a Bulgària                          | Bulgària      | 2.2    | Kyrylo Tsarenko       | Gallina Ecotek Lucchini Colosio    |      |
| 28    | Ronde van de Achterhoek                   | Països Baixos | 1.2    | Coen Vermeltfoort     | VolkerWessels                      |      |

### Setembre
| Data  | Cursa                                        | País       | Cat. | Vencedor               | Equip                               | Ref. |
| ----- | -------------------------------------------- | ---------- | ---- | ---------------------- | ----------------------------------- | ---- |
| 1-3   | Flanders Tomorrow Tour                       | Bèlgica    | 2.2U | Lars Boven             | Jumbo-Visma Development             |      |
| 1-4   | Giro del Friül-Venècia Júlia                 | Itàlia     | 2.2  | Emiel Verstrynge       | Alpecin-Deceuninck Development Team |      |
| 3     | Lillehammer GP                               | Noruega    | 1.2  | Magnus Bak Klaris      | Restaurant Suri-Carl Ras            |      |
| 3-4   | In the footsteps of the Romans               | Bulgària   | 2.2  | Maciej Paterski        | Voster ATS Team                     |      |
| 4     | Gylne Gutuer                                 | Noruega    | 1.2  | André Drege            | Team Coop                           |      |
| 4     | Tour del Doubs                               | França     | 1.1  | Valentin Madouas       | Groupama-FDJ                        |      |
| 6-11  | Volta a Romania                              | Romania    | 2.1  | Mark Stewart           | Bolton Equities Black Spoke         |      |
| 8-11  | Okolo Jižních Čech-Tour of South Bohemia     | Txèquia    | 2.2  | Rasmus Bøgh Wallin     | Restaurant Suri-Carl Ras            |      |
| 11    | Gran Premi del Somme                         | França     | 1.2  | Rait Ärm               | Continentale Groupama-FDJ           |      |
| 13-17 | Volta a Eslovàquia                           | Eslovàquia | 2.1  | Josef Černý            | Quick-Step Alpha Vinyl              |      |
| 14    | Giro de la Toscana-Memorial Alfredo Martini  | Itàlia     | 1.1  | Marc Hirschi           | UAE Team Emirates                   |      |
| 14-17 | Volta a Sèrbia                               | Sèrbia     | 2.2  | Dawit Yemane           | Bike Aid                            |      |
| 16    | Campionat de Flandes                         | Bèlgica    | 1.1  | Fabio Jakobsen         | Quick-Step Alpha Vinyl              |      |
| 17    | Gran Premi Rik Van Looy                      | Bèlgica    | 1.2  | Coen Vermeltfoort      | Team VolkerWessels                  |      |
| 18    | Gooikse Pijl                                 | Bèlgica    | 1.1  | Gerben Thijssen        | Intermarché-Wanty-Gobert Matériaux  |      |
| 18    | Gran Premi d'Isbergues-Pas de Calais         | França     | 1.1  | Arnaud Démare          | Groupama-FDJ                        |      |
| 21    | Circuit de Houtland Middelkerke-Lichtervelde | Bèlgica    | 1.1  | Jasper Philipsen       | Alpecin-Deceuninck                  |      |
| 25    | París-Chauny                                 | França     | 1.1  | Simone Consonni        | Cofidis                             |      |
| 27    | Ruta d'Or-GP Festa del Perdono               | Itàlia     | 1.2U | Jordan Labrosse        | AG2R Citroën U23 Team               |      |
| 27-2  | Cro Race                                     | Croàcia    | 2.1  | Matej Mohorič          | Bahrain Victorious                  |      |
| 28-2  | Ronda de l'Isard                             | França     | 2.2U | Johannes Staune-Mittet | Jumbo-Visma Development             |      |
| 29    | Coppa Agostoni-Giro delle Brianze            | Itàlia     | 1.1  | Sjoerd Bax             | Alpecin-Deceuninck                  |      |

### Octubre
| Data | Cursa                                             | País    | Cat. | Vencedor           | Equip                   | Ref. |
| ---- | ------------------------------------------------- | ------- | ---- | ------------------ | ----------------------- | ---- |
| 2    | Piccolo Giro de Llombardia                        | Itàlia  | 1.2U | Alec Segaert       | Lotto-Soudal U23        |      |
| 2    | Tour de Vendée                                    | França  | 1.1  | Bryan Coquard      | Cofidis                 |      |
| 2    | Famenne Ardenne Classic                           | Bèlgica | 1.1  | Axel Zingle        | Cofidis                 |      |
| 4    | Binche-Chimay-Binche/Mémorial Frank Vandenbroucke | Bèlgica | 1.1  | Christophe Laporte | Team Jumbo-Visma        |      |
| 6    | París-Bourges                                     | França  | 1.1  | Jasper Philipsen   | Alpecin-Deceuninck      |      |
| 9    | Mémorial Rik Van Steenbergen/Kempen Classic       | Bèlgica | 1.1  | Tim Merlier        | Alpecin-Deceuninck      |      |
| 9    | París-Tours sub-23                                | França  | 1.2U | Per Strand Hagenes | Jumbo-Visma Development |      |
| 12   | Giro del Vèneto                                   | Itàlia  | 1.1  | Matteo Trentin     | UAE Team Emirates       |      |
| 16   | Veneto Classic                                    | Itàlia  | 1.1  | Marc Hirschi       | UAE Team Emirates       |      |
| 16   | Crono de les Nacions                              | França  | 1.1  | Stefan Küng        | Groupama-FDJ            |      |
| 16   | Crono de les Nacions sub-23                       | França  | 1.2U | Alec Segaert       | Lotto-Soudal U23        |      |

## Classificacions
- Nota: classificacions definitives a 18 d'octubre.[100][101]

| #  | Ciclista             | Equip                              | Punts   |
| -- | -------------------- | ---------------------------------- | ------- |
| 1  | Tadej Pogačar        | UAE Team Emirates                  | 5131    |
| 2  | Wout van Aert        | Team Jumbo-Visma                   | 4525    |
| 3  | Remco Evenepoel*     | Deceuninck-Quick Step              | 4402.5  |
| 4  | Jonas Vingegaard     | Team Jumbo-Visma                   | 3154    |
| 5  | Aleksandr Vlàssov    | Bora-Hansgrohe                     | 2484    |
| 6  | Arnaud De Lie*       | Lotto-Soudal                       | 2268    |
| 7  | Stefan Küng          | Groupama-FDJ                       | 2180    |
| 8  | Alexander Kristoff   | Intermarché-Wanty-Gobert Matériaux | 2099    |
| 9  | Mathieu van der Poel | Alpecin-Fenix                      | 2003.67 |
| 10 | Alejandro Valverde   | Movistar Team                      | 1996    |

| #  | Equip                           | Pts.    |
| -- | ------------------------------- | ------- |
| 1  | Alpecin-Fenix                   | 8490.67 |
| 2  | Arkéa-Samsic                    | 7167    |
| 3  | Team TotalEnergies              | 6067    |
| 4  | Uno-X Pro Cycling Team          | 2935.63 |
| 5  | B&B Hotels-KTM                  | 2462.33 |
| 6  | Bingoal Pauwels Sauces WB       | 1879    |
| 7  | Sport Vlaanderen-Baloise        | 1775    |
| 8  | Groupama-FDJ Continental Team   | 1623.01 |
| 9  | Drone Hopper-Androni Giocattoli | 1551    |
| 10 | Bardiani CSF Faizanè            | 1521    |

| #  | País          | Pts.     |
| -- | ------------- | -------- |
| 1  | Bèlgica       | 17.901,5 |
| 2  | Espanya       | 11.845,5 |
| 3  | França        | 11.774   |
| 4  | Eslovènia     | 9.930    |
| 5  | Països Baixos | 9.485,34 |
| 6  | Dinamarca     | 8.876    |
| 7  | Regne Unit    | 7.709,5  |
| 8  | Itàlia        | 7.195    |
| 9  | Suïssa        | 5.610    |
| 10 | Noruega       | 5.395,09 |

| #  | País          | Pts.     |
| -- | ------------- | -------- |
| 1  | Bèlgica       | 7.931,33 |
| 2  | Espanya       | 3.399,17 |
| 3  | França        | 2.133,17 |
| 4  | Dinamarca     | 1.898,17 |
| 5  | Països Baixos | 1.860,16 |
| 6  | Itàlia        | 1.806    |
| 7  | Regne Unit    | 1.625,49 |
| 8  | Noruega       | 1.288,18 |
| 9  | Txèquia       | 1.167    |
| 10 | Alemanya      | 963      |